# Жамбил (Акжаїцький район)
Жамби́л (каз. Жамбыл) — село у складі Акжаїцького району Західноказахстанської області Казахстану. Адміністративний центр Жамбильського сільського округу.
У радянські часи село називалось Джамбул.
Населення — 234 особи (2021; 304 у 2009, 675 у 1999, 709 у 1989).